# Logone Occidental (Provinz)
Logone Occidental (West-Logone) ist eine Provinz des Tschad und entspricht der vormaligen Präfektur gleichen Namens. Ihre Hauptstadt ist Moundou. Die Provinz hat etwa 689.044 Einwohner.

## Geographie
Logone Occidental liegt im Süden des Landes, umfasst eine Fläche von 8.695 km² und besteht überwiegend in Feuchtsavanne. Benannt ist die Provinz nach dem Logone Occidental, dem westlichen Quellfluss des Logone, der sie durchfließt.

### Untergliederung
Logone Occidental ist in vier Départements unterteilt:
| Département | Hauptort  | Unterpräfekturen                                               |
| ----------- | --------- | -------------------------------------------------------------- |
| Lac Wey     | Moundou   | Moundou, Bah, Déli, Dodinda, Mbalkabra, Mballa Banyo, Ngondong |
| Dodjé       | Beïnamar  | Beïnamar, Beissa, Laoukassy, Tapol                             |
| Guéni       | Krim Krim | Krim Krim, Bao, Bémangra, Doguindi                             |
| Ngourkosso  | Bénoye    | Bénoye, Bebalem, Bekiri, Béladja, Bourou, Saar Gogne           |

## Bevölkerung
Die wichtigste Ethnie in Logone Occidental sind die Ngambay (Sara), die über 90 % der Bevölkerung ausmachen.

## Wirtschaft
Die Bevölkerung in Logone Occidental lebt hauptsächlich von Subsistenzwirtschaft und Baumwollanbau.